# Брижатюк, Геннадий Демьянович
Геннадий Демьянович Брижатюк (азерб. Gennadi Demyanoviç Brijatyuk; 30 января 1935, Гянджа — 11 июля 2008, Баку) — азербайджанский художник, Заслуженный художник Азербайджана (1992).

## Биография
Геннадий Брижатюк родился в 1935 году в Гяндже (Кировабаде). Окончил факультет живописи художественного училища имени Азима Азимзаде в Баку, в котором вместо положенных четырёх учился восемь лет — с перерывами. Это было связано с тем, что Брижатюка периодически отчисляли за инакомыслие и пренебрежительное отношение к канонам соцреализма.

Автопортрет. 1967. Бакинский музей современного искусства

Творить Геннадий Брижатюк начал на рубеже 1940-х и 1950-х годов. Больше всего художник любил изображать обнажённую натуру и сцены любви, разнообразные букеты цветов (особенно роз), портреты. Особое место в творчестве Брижатюка занимали пейзажи. Лучшими пейзажами в своём творчестве Брижатюк считал апшеронские пейзажи, причисляя себя к апшеронской школе.
Точное количество работ Геннадия Брижатюка неизвестно. Их число не знал даже сам художник. В пик своего вдохновения он писал порой по три холста в день. Работы художника выставлены в Национальном музее искусств Азербайджана в Баку, а также в посольстве Азербайджана в Москве. Многие работы Брижатюка находятся также за рубежом, в Италии, Турции, Германии, Великобритании, США. Первое место принадлежит Франции. Хотя сам художник никогда не был за границей.
Много полотен художника находятся в частных коллекциях в Баку. Крупнейшей коллекцией обладает фотохудожник, профессор фотографии Гусейн Гусейнзаде, который за 40 лет собрал около 300 картин Брижатюка.
Помимо рисования, Геннадий Брижатюк сочинял стихи, но не издавал их.
Указом Президента Азербайджана Аяза Муталибова № 604 от 4 марта 1992 года Геннадию Демьяновичу Брижатюку было присвоено звание Заслуженного художника Азербайджанской Республики. Последние десятилетия своей жизни художник прожил в своей мастерской, расположенной в доме на пересечении улиц Истиглалият и Шейха Шамиля. Скончался Геннадий Брижатюк в 2008 году.